# Blue Devils de Duke
Pour les articles homonymes, voir Blue Devil (homonymie).
Les Blue Devils de Duke (en anglais : Duke Blue Devils) sont un club omnisports universitaire de l'université Duke située à Durham en Caroline du Nord.
Les 26 programmes sportifs des Blue Devils participent aux compétitions universitaires organisées par la National Collegiate Athletic Association et sont membres de l'Atlantic Coast Conference depuis 1953.
L'ensemble des équipes des Blues Devils ont remporté 13 titres nationaux NCAA :
- 5 en golf féminin : 1999, 2002, 2005, 2006 et 2007
- 5 en basket-ball masculin : 1991, 1992, 2001, 2010 et 2015.
- 1 en soccer masculin : 1986.
- 1 en tennis féminin : 2009.
- 1 en lacrosse masculin : 2010.

Sportivement, les Blues Devils ont une des rivalités les plus vives de la NCAA avec les Tar Heels de la Caroline du Nord dont le campus n'est situé qu'à une demi-heure de voiture.

## Le surnom
Le surnom de Blue Devils fait référence aux chasseurs alpins français surnommés les diables bleus et qui s'illustrèrent pendant la Première Guerre mondiale.
L'adoption de ce surnom est complexe. La Grande Guerre achevée, l'université Duke cherche un surnom pour ses sportifs. jusque-là simplement surnommés « Blue and White ». Un concours est organisé pour trouver un surnom, mais ce processus ne dégage de consensus entre les termes Catamounts, Grizzlies, Badgers, Dreadnaughts ou Captains. Au cours de la saison 1922-1923, les leaders estudiantins et les deux journaux du campus (The Chanticleer et The Archive) parviennent à s'accorder sur le surnom : « Blue Devils » lequel est repris par le journal local (The Chronicle).
La mascotte du même nom est adoptée en 1929.

## Basket-ball

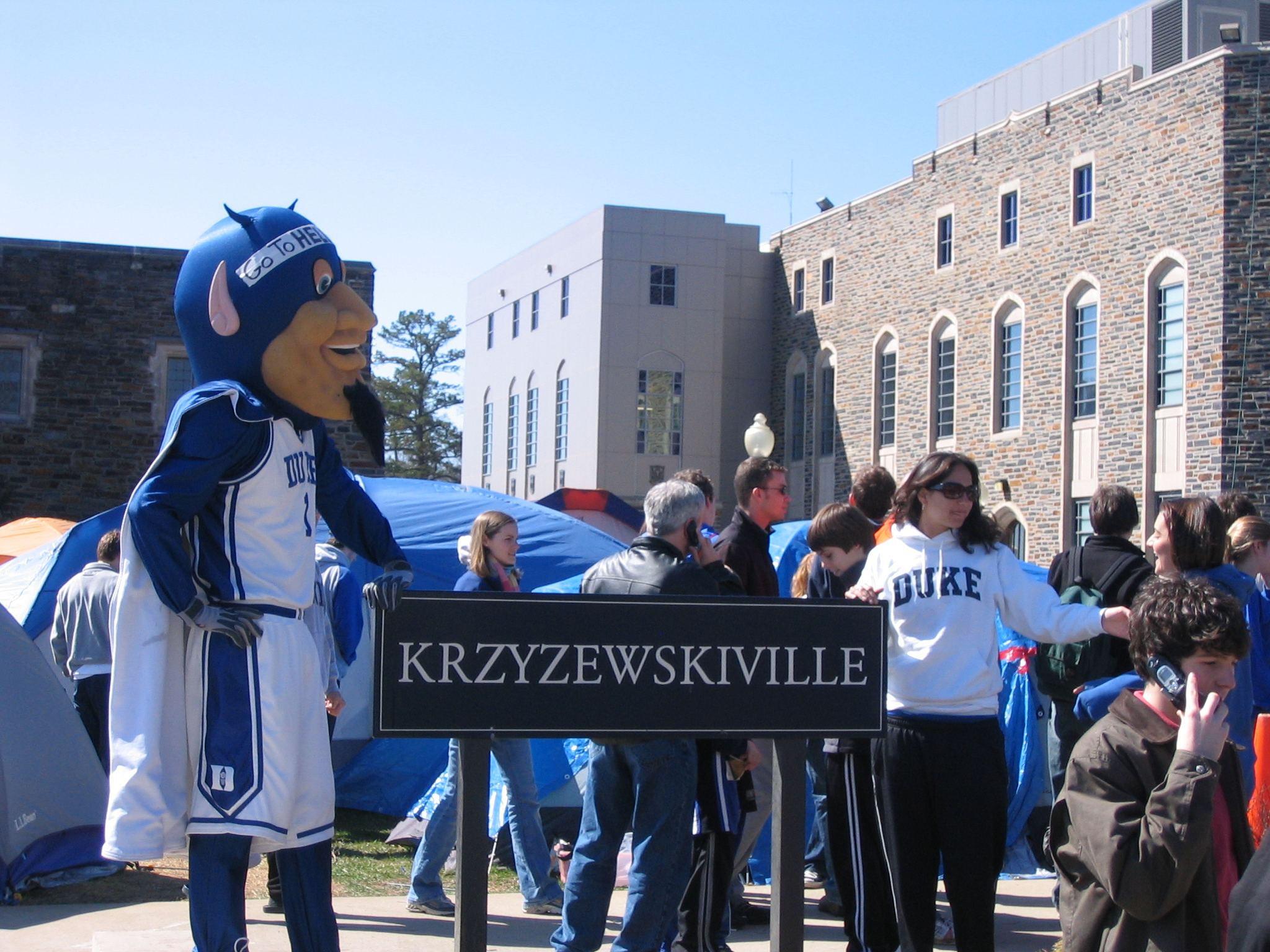
L'entrée de Krzyzewskiville.

L'une des plus fameuses équipes des Blue Devils est celle de basket-ball dont le programme est créé en 1906.

### Palmarès
Au terme de la saison 2024-2025, Duke atteint à 18 reprises le Final Four en 47 paticipations au tournoi de la NCAA et remporte à cinq reprises le titre national NCAA (1991, 1992, 2001, 2010, 2015). Ces cinq titres ont tous été remportés sous les ordres de l'entraîneur principal Mike Krzyzewski (1981-2022). Elle possède ainsi le 4e meilleur bilan du championnat NCAA en termes de victoires.
Les Blue Devils remportent également 24 titres de la saison régulière de la conférence ACC et 28 victoires dans le tournoi de cette même conférence entre 1960 et 2025.

### Distinctions individuelles
Meilleurs joueurs universitaires de l'année (Naismith College Player of the Year) :   
- Art Heyman (1963) ;
- Johnny Dawkins (1986);
- Danny Ferry (1989) ;
- Christian Laettner (1992) ;
- Elton Brand (1999) ;
- Shane Battier (2001) ;
- Jason Williams (2001, 2002) ;
- J. J. Redick (2006) ;
- Zion Williamson (2019) ;
- Cooper Flagg (2025).

Meilleurs joueurs de la conférence ACC :
- Art Heyman (1963) ;
- Jeff Mullins (1964) ;
- Steve Vacendak (1966) ;
- Mike Gminski (1979) ;
- Danny Ferry (1988, 1989) ;
- Christian Laettner (1992) ;
- Grant Hill (1994) ;
- Elton Brand (1999) ;
- Shane Battier (2001) ;
- J. J. Redick (2005, 2006) ;
- Nolan Smith (2011) ;
- Jahill Okafor (2015) ;
- Marvin Bagley III (2018) ;
- Zion Williamson (2019) ;
- Tre Jones (2020) ;
- Cooper Flagg (2025).

Meilleurs rookies (débutants) de la conférence :
- Jim Spanarkel (1976) ;
- Mike Gminski (1977) :
- Gene Banks (1978) ;
- Chris Duhon (2001) ;
- Kyle Singler (2008) ;
- Austin Rivers (2012) ;
- Jabari Parker (2014) ;
- Jahill Okafor (2015) ;
- Brandon Ingram (2016) ;
- Marvin Bagley III (2018) ;
- Zion Williamson (2019).

## Football américain
En fin de saison 2023, l'équipe de football américain n'a jamais remporté de titre national. Ils ont néanmoins été désignés champions en 1936 par un historien ainsi que par un système de cotation reconnu rétroactivement par la NCAA et en 1941 par une société mineure de cotation. Ces deux titres n'ont pas été acceptés par l'université même si celui de 1936 apparait dans les recensements de la NCAA.
Elle a remporté 17 titres de conférence soit 9 en Southern Conference (1933, 1935, 1936, 1938, 1939, 1941, 1943-1945) et 7 en Atlantic Coast Conference, (1953-1955, 1960-1962, 1989).
Elle a remporté la division Coastal de l'ACC en 1913 et 8 des 16 bowls qu'elle a disputé.
Six Blue Devils ont été désigné joueur All-American.

## Jeux olympiques
Plusieurs étudiants de Duke ont obtenu un titre olympique ou y ont réalisé une bonne performance : 
| Athlète            | Sport                     | Lieu                | Nationalité | Médaille/Note                         |
| ------------------ | ------------------------- | ------------------- | ----------- | ------------------------------------- |
| Joel Shankle       | athlétisme                | 1956 Melbourne      | États-Unis  | Bronze sur 110 m haies                |
| Dave Sime          | athlétisme                | 1960 Rome           | États-Unis  | Argent sur 100 m                      |
| Jeff Mullins       | basket-ball               | 1964 Tokyo          | États-Unis  | Or                                    |
| Bob Wheeler        | athlétisme                | 1972 Munich         | États-Unis  | Demi-finaliste 1500 m                 |
| Al Buehler*        | athlétisme                | 1972 Munich         | États-Unis  | Entraîneur                            |
| Tate Armstrong     | basket-ball               | 1976 Montréal       | États-Unis  | Or                                    |
| Cameron Hall       | basket-ball               | 1976 Montréal       | Canada      | 4e place                              |
| Nancy Hogshead     | natation                  | 1984 Los Angeles    | États-Unis  | Or (3 médailles), argent (1 médaille) |
| Dan Meagher        | basket-ball               | 1984 Los Angeles    | Canada      | 4e place                              |
| Al Buehler*        | athlétisme                | 1984 Los Angeles    | États-Unis  | Entraîneur                            |
| Al Buehler*        | athlétisme                | 1988 Seoul          | États-Unis  | Entraîneur                            |
| Christian Laettner | basket-ball               | 1992 Barcelone      | États-Unis  | Or                                    |
| Mike Krzyzewski*   | basket-ball               | 1992 Barcelone      | États-Unis  | Or (entraîneur adjoint)               |
| John Moore         | aviron                    | 1992 Barcelone      | États-Unis  | 8e (2 sans barreur)                   |
| Randy Jones        | bobsleigh                 | 1994 Lillehammer    | États-Unis  | 13e (bob à 2)                         |
| Grant Hill         | basket-ball               | 1996 Atlanta        | États-Unis  | Or                                    |
| Carla Overbeck*    | football (soccer) féminin | 1996 Atlanta        | États-Unis  | Or                                    |
| Liz Tchou*         | hockey sur gazon          | 1996 Atlanta        | États-Unis  | 5e                                    |
| Randy Jones        | bobsleigh                 | 1998 Nagano         | États-Unis  | 5e (bob à 4)                          |
| Crawford Palmer    | basket-ball               | 2000 Sydney         | France      | Argent                                |
| Greg Newton        | basket-ball               | 2000 Sydney         | Canada      | 7e                                    |
| Evan Whitfield     | football (soccer)         | 2000 Sydney         | États-Unis  | 4e                                    |
| Carla Overbeck     | football (soccer) féminin | 2000 Sydney         | États-Unis  | Argent                                |
| Randy Jones        | bobsleigh                 | 2002 Salt Lake City | États-Unis  | Argent (bob à 4)                      |
| Carlos Boozer      | basket-ball               | 2004 Athènes        | États-Unis  | Bronze                                |
| Gail Goestenkors*  | basket-ball féminin       | 2004 Athènes        | États-Unis  | Or (entraîneur adjoint)               |
| Carlos Boozer      | basket-ball               | 2008 Pékin          | États-Unis  | Or                                    |
| Mike Krzyzewski*   | basket-ball               | 2008 Pékin          | États-Unis  | Or (entraîneur)                       |
| Mike Krzyzewski*   | basket-ball               | 2012 Londres        | États-Unis  | Or (entraîneur)                       |
| Kyrie Irving       | basket-ball               | 2016 Rio de Janeiro | États-Unis  | Or                                    |
| Mike Krzyzewski*   | basket-ball               | 2016 Rio de Janeiro | États-Unis  | Or (entraîneur)                       |

Note: * indique les entraîneurs de Duke participant aux épreuves olympiques.